# Pugilat
Le pugilat (du grec ancien πὐξ / púx ou πυγμαχία / pugmakhía, en latin pugilatus, dérivant de pugnus, « poing ») est un sport ancêtre de la boxe anglaise, avec son usage exclusif des poings. A contrario des sports de lutte, c'est un affrontement à distance.
Par extension, on nomme pugilat, en Occident, toute technique de combat pieds-poings (parallèlement aux techniques dites « atemi-waza » au Japon), par opposition aux disciplines de corps à corps ou « grappling » (représentées par les différentes « luttes » telles que le jiu-jitsu brésilien, le sambo en Russie et essentiellement le judo au Japon), et est devenue une expression courante désignant des bagarres informelles à coups de poing.
On a retrouvé des représentations de combat à mains nues remontant à la civilisation sumérienne du IIIe millénaire av. J.-C. L'Iliade d'Homère mentionne un combat de pugilat qui se serait déroulé vers 1100 av. J.-C. durant le siège de Troie. Il était, avec le pancrace et la lutte, l'un des trois arts martiaux pratiqués durant les Jeux olympiques antiques à partir de la 23e olympiade (688 av. J.-C.) qui couronne le premier champion olympique de cette discipline, Onomaste de Smyrne. Tissandre de Naxos triomphe quatre fois dans cette discipline (record inégalé pour les olympiades : cela représente plus de douze ans de suprématie!) en 572, 568, 564, et 560 av. J.-C. et Théagène de Thasos fut le champion le plus complet en remportant la palme dans des compétitions de pugilat, mais aussi de pancrace et même de 5000 m.
Les combats étaient très violents, d'après les écrits de leurs contemporains, d'autant que, pour ne pas se fracturer les doigts, les pugilistes protégeaient leurs poings de himantes ou cestes, c'est-à-dire des lanières de cuir, qui ne protégeaient en revanche pas leur cible contre les coupures (comme nos gants de boxe modernes). En témoigne encore le pugiliste des Thermes, une statue en bronze qui représente un athlète après le combat, les oreilles coupées, le visage et les mains couverts de blessures. Sous sa forme romaine, le pugilat sera l'une des plus anciennes disciplines des jeux de combat dans l’amphithéâtre, avant l'apparition des combats de gladiateurs.
Contrairement à la boxe moderne, il n'y avait pas de catégories de poids et le combat n'était pas séparé en rounds, et il ne pouvait s'achever que sur abandon ou sur KO, la mort d'un des participants étant un événement très rare. Si la rencontre était trop longue, on utilisait une procédure particulière, appelée le climax[réf. nécessaire], pour départager les adversaires : à tour de rôle, chacun des deux combattants assénait un coup à son adversaire, qui n'avait pas le droit de le parer, ni même de bouger ; un jet de pièce déterminait le premier combattant à frapper, qui était vu comme le favori des dieux.
Le pugilat est interdit en 392 par l'empereur Théodose Ier, en même temps que les Jeux olympiques eux-mêmes. Il réapparaît en Angleterre au XVIIe siècle, la noblesse se divertissant en pariant sur des « rencontres de pugilat » clandestines. Le dernier champion de ces combats à mains nues fut l'Américain John L. Sullivan, le 8 juillet 1889 ; l'affrontement dura 2 h 16 min.
La boxe moderne est née au milieu du XIXe siècle, quand le marquis de Queensberry instaure un ensemble de règles, qui imposent le port des gants, définissent des catégories de poids, limitent les rounds à trois minutes, interdisent les coups sur un adversaire à terre et le combat au finish. Les combats deviennent alors plus rapides et moins brutaux, mais beaucoup plus techniques, ce qui leur permet de sortir de la clandestinité.